# Rhynchanthera novemnervia
Rhynchanthera novemnervia là một loài thực vật có hoa trong họ Mua. Loài này được DC. miêu tả khoa học đầu tiên năm 1828.